# Ciclisti Rossi
Il gruppo sportivo dei Ciclisti Rossi è stata un'associazione politica, sportiva e ricreativa, nata in seno ai militanti del Partito Socialista Italiano all'inizio del XX secolo. L'attività dei gruppi di Ciclisti Rossi durò fino al sopravvento del fascismo.

## Storia
Alla fine del XIX secolo, una guida turistica del Touring Club consigliava ai ciclisti di non passare per l'Emilia Romagna, in particolare per Imola e Faenza, per evitare di incorrere in atti di teppismo, essendo il ciclismo considerato un'attività borghese, e quindi ostile alla classe operaia. Tuttavia, la visione proletaria della bicicletta cambiò quando essa divenne accessibile a tutti, grazie al calo del suo prezzo dovuto alla crescente diffusione ed al progresso tecnologico.
Molti rivoluzionari non accettavano il ciclismo come sport e la bicicletta come strumento ricreativo, ma lo accettarono come simbolo di modernità e strumento di resistenza. Le biciclette erano considerate ottime per raggiungere il posto di lavoro, mantenere i collegamenti tra le fabbriche occupate, allertare i lavoratori all'approccio della polizia, diffondere la stampa rivoluzionaria, organizzare gli operai in aree e centri remoti, e consentire loro di partecipare a manifestazioni nelle aree urbane.
Il primo gruppo di ciclisti rossi nacque il 12 giugno 1905, per iniziativa dei socialisti di Reggio Emilia, che inquadravano la bicicletta come potente strumento per l'azione collettiva. Tale iniziativa fu di grande successo e poco dopo fu costituita l'Associazione provinciale dei Ciclisti Rossi.
La creazione di un'organizzazione nazionale dei “Ciclisti Rossi” fu portata avanti da Giovanni Germanetto e Mario Montagnana (successivamente esponenti del Partito Comunista). Fu così che il 16 giugno 1912, in occasione del Congresso Socialista Regionale, nacque ufficialmente l'Organizzazione Nazionale dei Ciclisti Rossi. In quell'occasione, una settantina di ciclisti che presentavano una fascia rossa al braccio arrivarono a Imola da Forlì, preceduti da una fanfara e dalla bandiera sociale.
Il 22 settembre seguente si svolse, sempre ad Imola, il primo Convegno Nazionale dei Ciclisti Rossi, che vide ben settecento partecipanti giunti da diverse regioni italiane. La maggior parte dei ciclisti partecipanti arrivò con una bicicletta della "Avanti!", marca bergamasca convenzionata con il PSI e degli pneumatici "Carlo Marx".
Nella stessa Imola, il 10 agosto del 1913 venne fondata la Federazione Nazionale dei Ciclisti Rossi, che aveva propositi più politici che sportivi.
A partire dalla Pasqua del 1917 la Federazione di Imola organizzò delle uscite di gruppo, fermo restando il fine propagandistico.
Il ruolo dei ciclisti negli anni '20 fu importante nelle lotte operaie del primo dopoguerra, per l'occupazione e contro la nascita del fascismo. Ovviamente, il gruppo non sopravvisse alla presa di potere da parte dei fascisti. Tuttavia, la bicicletta fu molto utilizzata nelle azioni partigiane durante la Resistenza.

## Obiettivi
Quella dei Ciclisti Rossi fu un'associazione dalla natura prevalentemente politica, ma anche sportiva (nel senso di "diporto") e ricreativa.
Gli scopi dei Ciclisti Rossi erano la diffusione dello sport, come esercizio fisico per migliorare il corpo e la lotta contro lo «sportismo», inteso come sport professionistico e la propaganda politica socialista. Infatti, molti rivoluzionari non accettavano il ciclismo come sport e la bicicletta come strumento ricreativo, ma lo accettarono come simbolo di modernità e strumento di resistenza. Le biciclette erano considerate ottime per raggiungere il posto di lavoro, mantenere i collegamenti tra le fabbriche occupate, allertare i lavoratori all'approccio della polizia, diffondere la stampa rivoluzionaria, organizzare gli operai in aree e centri remoti, e consentire loro di partecipare a manifestazioni nelle aree urbane.
Il gruppo non partecipò a gare, vedendo l'agonismo come una manifestazione della borghesia.
I gruppi dei Ciclisti Rossi erano composti da militanti quasi sempre giovani che durante i giorni di festa si muovevano in bicicletta nei centri della provincia bolognese per organizzare comizi e manifestazioni di partito.